# Hans Khevenhüller

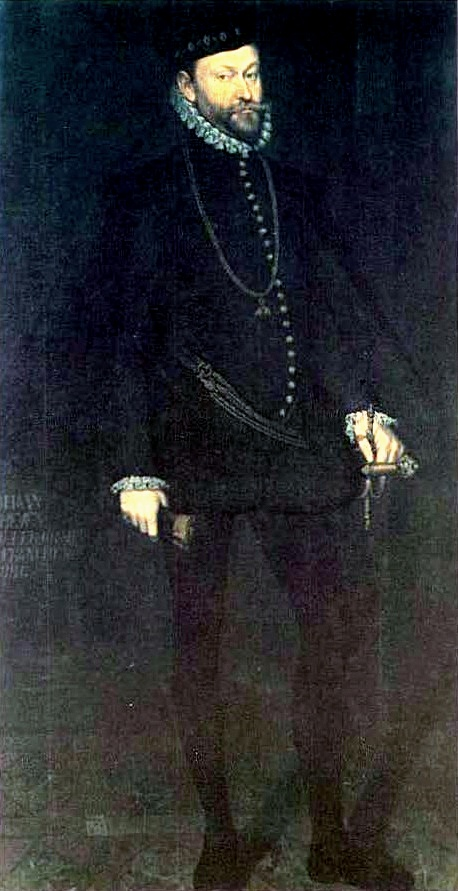
Juan Pantoja de la Cruz, Hans Khevenhüller con el Toisón de Oro, Museo Castillo Hochosterwitz (Carintia), colección Khevenhüller-Metsch.

Hans Khevenhüller de Aichelberg (Spittal, Carintia, 1538-Madrid, 1606), conde de Franquenburg, barón de Landtscroom y Werenberg, caballerizo mayor y general feudatario de Carintia, caballero del Toisón de Oro y del consejo de Estado del emperador, entre otros títulos que menciona en su testamento, fue embajador permanente del Sacro Imperio ante la corte de Madrid de 1572 a 1606, durante los reinados de Felipe II y Felipe III.

## Biografía
Nacido en Spittal el 16 de abril de 1538, hijo de Cristóbal Khevenhüller y Úrsula Monstoraer, según la biografía que le dedicó su sobrino Franz Christoph, embajador imperial en Madrid de 1619 a 1629, era «de apacible y severo rostro, de proporcionada estatura, blanco y rubio y hermoso de todas facciones». Con once años fue enviado con su hermano menor Bartolomé a estudiar a Padua y antes de cumplir los veinte, huérfano, heredó los bienes y títulos paternos. Ya en 1560, Maximiliano, rey de Bohemia, le designó para formar parte de la comitiva enviada a dar los parabienes a Felipe II por su boda con Isabel de Valois.

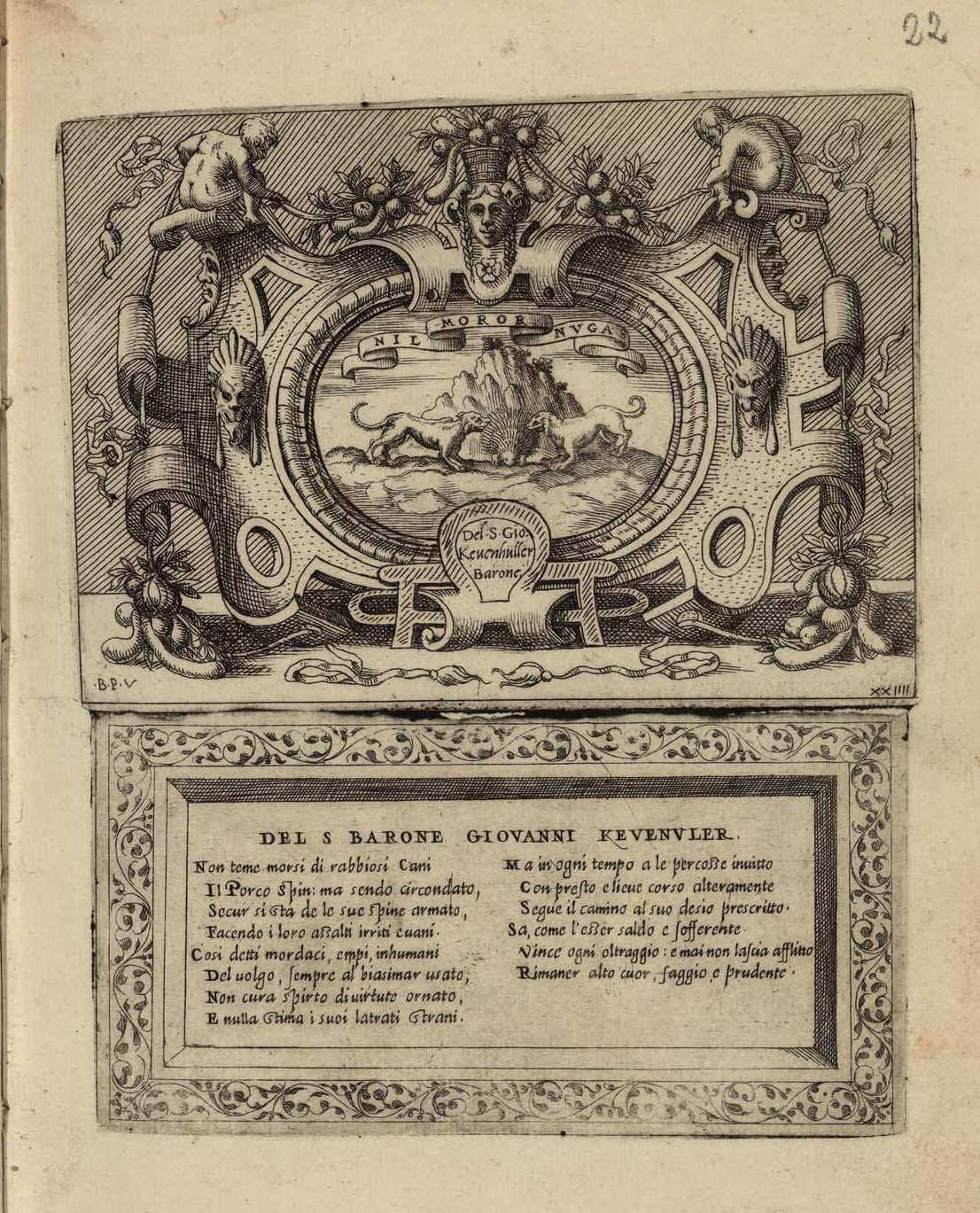
Empresa de Hans Khevenhüller en Di Battista Pittoni pittore vicentino anno MDLXVIII Imprese, con versos en estancias de Lodovico Dolce. Venecia, 1565.

Elevado Maximiliano al trono imperial, Khevenhüller fue de nuevo enviado a España con las felicitaciones imperiales por el nacimiento de Isabel Clara Eugenia (1566), pero lo hizo demorándose a su paso por diversas cortes europeas para cumplir con un segundo encargo: el de solicitar en nombre del emperador ayudas en hombres y dinero para luchar contra el turco. En noviembre de 1566 llegó a Madrid, donde pudo sostener varias entrevistas con Felipe II a quien, en nombre de su señor, aconsejó emplear medios «blandos y suaves» con los rebeldes flamencos. Antes de finalizar el año regresó a Viena pero tuvo poco tiempo para ocuparse de sus estados en Carintia pues, a la muerte de Isabel de Valois, en octubre de 1568, fue de nuevo enviado a Madrid, en esta ocasión en el séquito del archiduque Carlos. Además de los pésames y los asuntos de Flandes, la comitiva estuvo ocupada en la negociación del nuevo matrimonio de Felipe con su sobrina Ana, acordado en enero de 1569. En marzo de 1570 regresó a Austria. Pasó el año aquejado de problemas de salud y ocupado en los preparativos de la boda de Felipe y Ana de Austria. Por fin, en marzo de 1572 fue designado embajador permanente en Madrid, donde ya se encontraba negociando la restitución de Finale al imperio.
Tras los muchos años pasados en España, Khevenhüller llegó a gozar de la confianza de Felipe II, que le hizo entrega del Toisón de Oro. En sus memorias quedan reflejadas algunas confidencias que le hizo el rey. En cierta ocasión, cuando de Alemania llegó un paquete de documentos confidenciales escritos en latín, el rey y el embajador, «por el secreto y la gravedad del negocio», se sentaron juntos y se ocuparon ellos mismos de traducirlo todo al castellano. Tras la llegada a Madrid de la emperatriz María, viuda de Maximiliano II, para recluirse en las Descalzas Reales, la relación se hizo más estrecha. Ocupado en atender las necesidades de la emperatriz, pasó el año 1583 desplazándose entre dos y tres veces al día del palacio al convento, sirviendo de enlace entre las dos cortes. Felipe II contó también con él para la instalación de la nueva Casa de la Moneda de Segovia, con ingenios hidráulicos y operarios hechos llegar desde el Tirol.

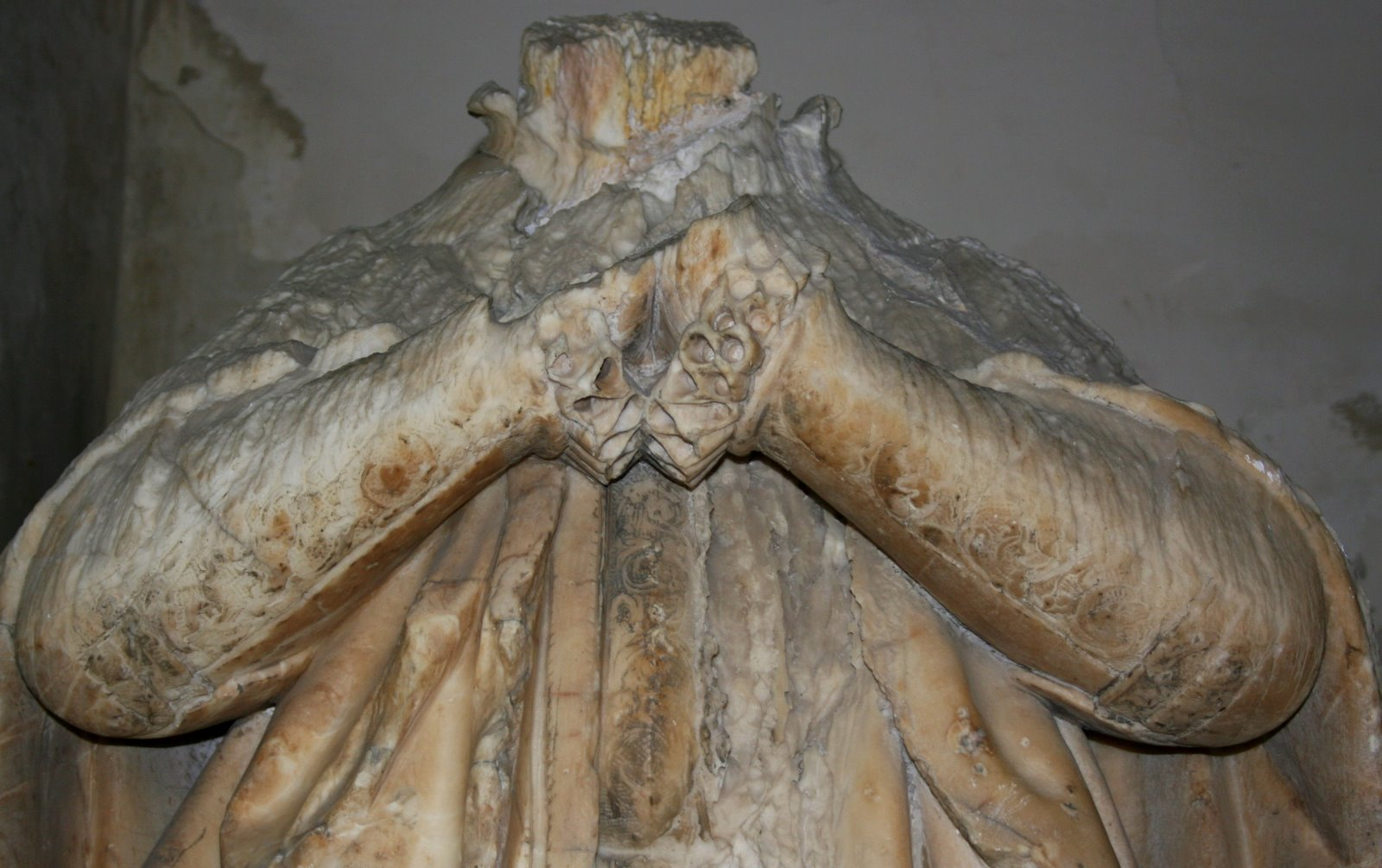
Estatua orante del embajador Hans Khevenhüller, obra de Juan de Porres y Mateo González. Madrid, Iglesia de San Jerónimo el Real. Estado anterior a su restauración.

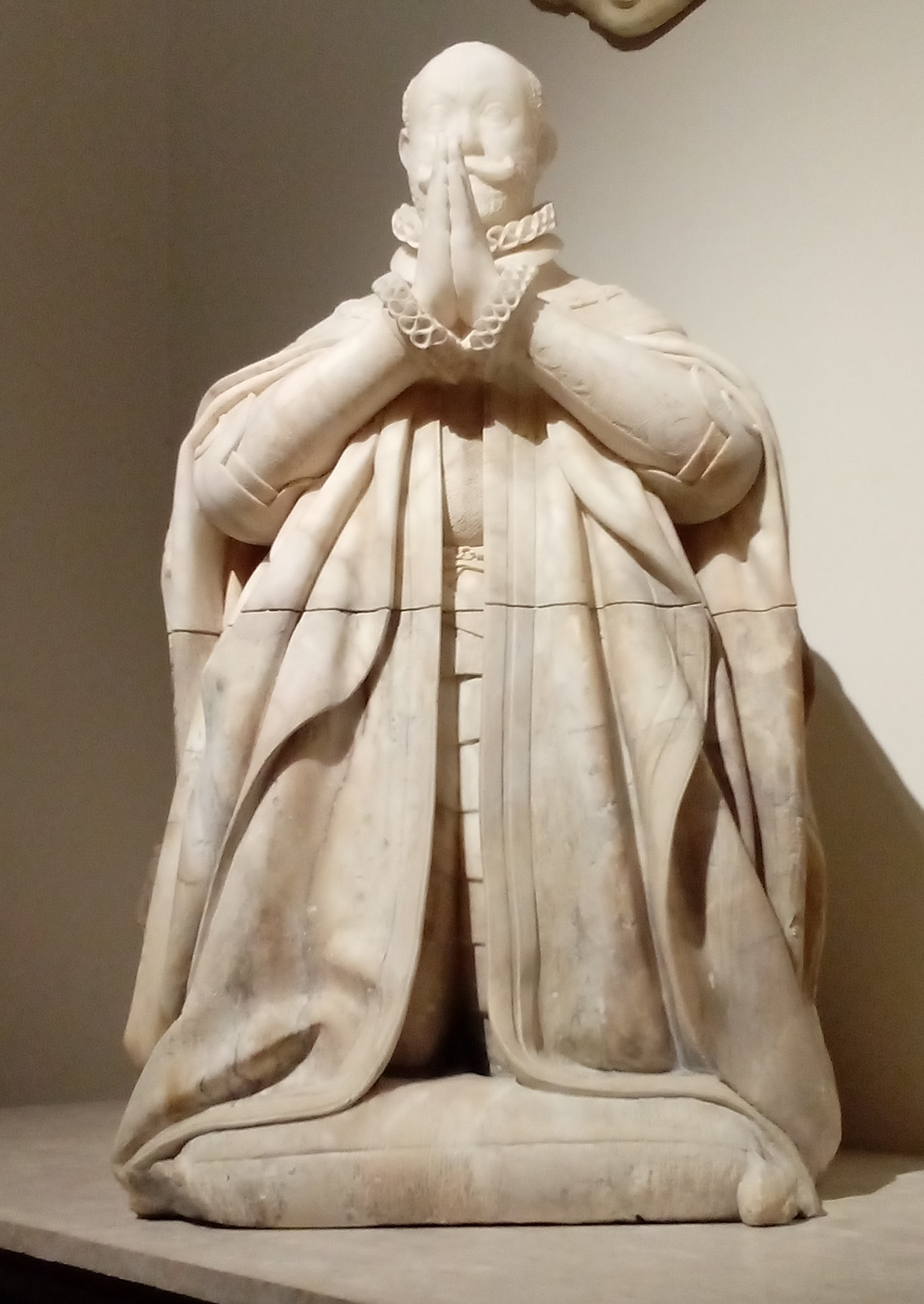
Estatua orante del embajador imperial Hans Khevenhüller en la iglesia de San Jerónimo el Real, tras la restauración concluida en 2022. Cabeza y manos son añadidos modernos.

En su larga embajada fueron varias las ocasiones en las que pidió el relevo como embajador, quejándose amargamente de todo el tiempo que había pasado sin cobrar. En una carta al emperador, tras once años sin recibir su sueldo, llegó a afirmar que vivía «arruinado», pero el nuevo emperador, Rodolfo II, lo mantuvo en su puesto, ocasionándole renovados quebraderos de cabeza. Las dilaciones de Rodolfo, que daba largas a su matrimonio con Isabel Clara Eugenia, negociado por Khevenhüller, impacientaban a la corte madrileña y disgustaban profundamente a la emperatriz, su madre, que desesperaba de verlo casado.
Asentado definitivamente en España, en 1594 el embajador imperial adquirió un conjunto de propiedades en Arganda, donde se hizo construir una casa de recreo bajo la dirección de Patricio Cajés, con posible participación de Juan de Herrera en los diseños. Dotada de caballeriza, cueva para la bodega, lagar y otras dependencias, destacaba sobre todo el jardín, de planta regular y ordenado en torno a una fuente, y el huerto, ocupando la ladera de un cerro con un estanque en lo alto. En su construcción —malvendida a su muerte al duque de Uceda por solo 12 000 ducados— gastó Khevenhüller 30 000 ducados. En su ajuar era particularmente notable una rica vajilla de piezas de plata con la que Felipe III obsequió al sah de Persia en plena negociación de una alianza contra los turcos.
Hans Khevenhüller falleció en Madrid el 4 de mayo de 1606. Aunque en alguna ocasión había considerado convertir a su muerte su finca de Arganda en convento y ser enterrado en ella, en su testamento pedía se le enterrase en una capilla de la iglesia de San Pedro en tanto se cerraba el acuerdo con los rectores de San Jerónimo el Real, con los que negociaba la compra de la Sala Capitular. En el altar de la capilla disponía en sus últimas voluntades que se colocase un cuadro de la Coronación de la Virgen de Tintoretto, desaparecido, en el que al pie figuraba su retrato entre san Pedro y san Juan Bautista, por quienes tenía particular devoción. Además, en un lateral y dentro de un nicho debía colocarse una escultura suya en actitud orante, siguiendo el modelo de la del conde de Barajas. Tallada en alabastro por Juan de Porres y Mateo González, ocupó su lugar en el definitivo enterramiento del embajador en una capilla al pie de la iglesia de los jerónimos, donde todavía la vio Antonio Ponz con el cuadro de Tintoretto en capilla distinta. La ocupación francesa del templo dañó gravemente la estatua en bulto redondo del embajador, que llegó a fechas recientes decapitada y sin manos, abandonada en alguna dependencia de la iglesia. Finalmente, en 2022-2023 se han recuperado el sepulcro y la estatua, rehecha en sus partes perdidas.
En su colección de pintura, aunque no muy numerosa, destacaban otras dos obras de Tintoretto regaladas a Rodolfo II: un cuadro grande de las nueve musas (Hampton Court) y el Rapto de Helena (Museo del Prado). Conocedor de los gustos pictóricos de su señor, intermedió en la compra a Pompeo Leoni de la Dánae y la Ío de Correggio, la primera ahora en la Galería Borghese de Roma y la segunda en el Kunsthistorisches Museum. Pertenecientes a la serie de los cuatro elementos, Tierra, Aire, Agua y Fuego, que Correggio pintó para el duque de Mantua, Federico II Gonzaga, quien se la regaló al emperador Carlos V, en fecha indeterminada las dos piezas citadas pasaron al secretario Antonio Pérez y de él a Leoni, que llevó las obras a Milán donde en 1601 se las compró Khevenhüller tras regatear sobre su precio, en tanto las dos piezas restantes, las que representaban a Ganímedes y Leda, que se habían mantenido en la colección real, acabaron también en poder de Rodolfo II por regalo de Felipe III.